# Glenn K. Otis

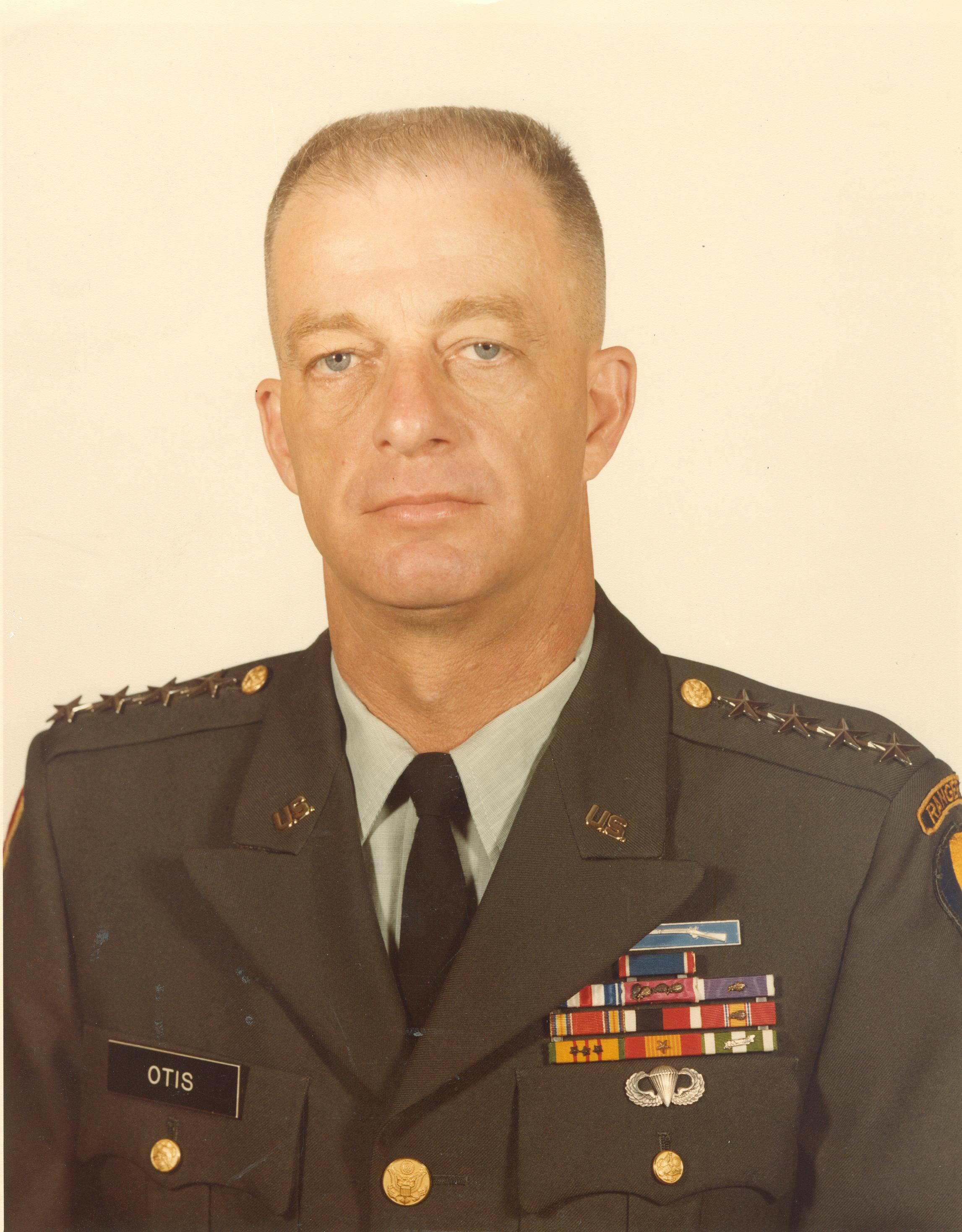
Glenn K. Otis

Glenn Kay Otis (* 15. März 1929 in Plattsburgh, New York; † 21. Februar 2013 in Carlisle, Pennsylvania) war ein US-amerikanischer Offizier und General der US Army. Er diente zuletzt von 1983 bis 1988 als Oberbefehlshaber der 7. US-Armee in Heidelberg, die auch unter dem Namen United States Army Europe (USAREUR) bekannt ist. Zudem war er Kommandierender General der Central Army Group der NATO. Sein Titel lautete CINCUSAREUR/COMCENTAG (Commander in Chief United States Europe, Commander Central Army Group).

## Leben
1946 trat Glenn Otis als gewöhnlicher Soldat der US Army bei. Er wurde in Korea stationiert. Im Jahr 1949 wurde er für ein Studium an der US-Militärakademie in West Point ausgewählt, von der er 1953 als Leutnant graduierte. Außerdem hat er noch am Rensselaer Polytechnic Institute Mathematik studiert. Überdies absolvierte er 1965 das Command and General Staff College. Als Offizier durchlief er alle Ränge vom Leutnant bis zum Vier-Sterne-General. Er war im Vietnamkrieg eingesetzt, wo er während der Tet-Offensive der 25. Infanterie-Division angehörte. Innerhalb der Division befehligte er die 3. Schwadron der Panzereinheit 4th Cavalry. Dabei war er mit seiner Einheit in schwere Gefechte verwickelt.
1974 wurde Otis, inzwischen als Brigadegeneral, Direktor des XM1 Main Battle Tank Program. In diesem Projekt wurde der Panzer M1 Abrams entwickelt. Von 1976 bis 1978 bekleidete er einen Generalstabsposten in Fort Leavenworth (Deputy Chief of Staff, Combined Arms Combat Development Agency). In den Jahren 1978 und 1979 war Otis als Generalmajor Kommandeur der 1. Panzerdivision, die damals in Deutschland stationiert war. Anschließend war er von 1979 bis 1981 im Heeresministerium als Deputy Chief of Staff, Operations and Plans tätig. Daran schloss sich seine Ernennung zum Kommandeur des United States Army Training and Doctrine Command an. Dieses Amt bekleidete er als Vier-Sterne-General von 1981 bis 1983. Am 15. April 1983 wurde Otis als Nachfolger von Frederick J. Kroesen neuer Oberbefehlshaber der amerikanischen Heeresstreitkräfte in Europa (USAREUR). Sein Hauptquartier befand sich im Keyes Building der Campbell Barracks in Heidelberg. Gleichzeitig übernahm er auch das Kommando über die Central Army Group. Diesen Posten hatte er bis zum 23. Juni 1988 inne. Anschließend ging er in den Ruhestand. Nach seiner Militärzeit war er unter anderem Mitglied im Army Science Board. Im Jahr 2000 gehörte er auch als Berater einem Unterausschuss des United States House Committee on Armed Services an. Glenn Otis starb am 21. Februar 2013 in Carlisle.

## Auszeichnungen
General Otis wurde im Verlauf seiner Dienstzeit mit folgenden Orden und Ehrenzeichen ausgezeichnet:
- Distinguished Service Cross
- Legion of Merit
- Silver Star
- Air Medal (acht Mal)
- Purple Heart